# 有栖川宮織仁親王
有栖川宮織仁親王（ありすがわのみや おりひとしんのう）は、江戸時代の皇族。有栖川宮職仁親王（霊元天皇皇子）の第7王子。世襲親王家の有栖川宮第6代当主。最後の征夷大将軍徳川慶喜の外祖父。
幼称は寿手宮（すてのみや）。宝暦12年（1762年）に桃園天皇の猶子となり、翌年に親王宣下を受ける。宝暦14年（1764年）に兵部卿、明和7年（1770年）に中務卿に就任。文化8年（1811年）に一品に昇進。翌年に出家。法名は竜淵。
書を九条尚実に学んだ。作品に「有栖川流手本」がある。

## 子女
- 妃：鷹司富子 - 鷹司輔平娘
  - 第1王女：孚希宮・織子女王（1780-1796） - 浅野斉賢正室
  - 第2王女：栄宮・幸子女王（1782-1852） - 毛利斉房正室
- 家女房：八重嶋 - 山村則宴娘
  - 第1王子：高貴宮（1776-1777）
- 家女房：常盤木 - 尾崎積興養女、村井頼母娘
  - 第2王子：阿計宮・有栖川宮韶仁親王（1785-1845）
  - 第3王女：淑宮・大儀文成（1787-1846）
  - 第4王子：亀代宮・舜仁法親王（1789-1831）-10代輪王寺宮門跡
  - 第5王女：幾宮（1790-1791）
  - 第7王女：美保宮・煕子女王（1792-1817）
  - 第8王女：楽宮・喬子女王（1795-1840） - 徳川家慶御台所
- 家女房：千坂
  - 第3王子：永宮・承真法親王（1787-1841）
  - 第4王女：繁宮（1789-1790）
  - 第6王女：千鶴宮・尊照栄暉（1792-1845）
  - 第9王女：弥宮（1795-1796）
  - 第5王子：誠宮・済仁法親王（1797-1847）
  - 第11王女：嘉寧宮・苞子女王（1798-1819）
- 家女房：清瀧 - 安藤大和守娘
  - 第10王女：寿宮（1796-1807）
  - 第6王子：綽宮（1798）
  - 第7王子：万信宮（1800）
  - 第8王子：種宮・尊超入道親王（1801-1852）
  - 第12王女：登美宮・吉子女王（1804-1893） - 徳川斉昭正室、徳川慶喜生母。